# Jaime Barylko
Jaime Barylko (Buenos Aires, 1936 - Buenos Aires, 24 de diciembre de 2002) fue un escritor, ensayista y pedagogo argentino.

## Biografía
Jaime Barylko nació en Buenos Aires en el seno de una familia judía. A los diecisiete años de edad Barylko se inició como educador, si bien a los quince años ya daba clases particulares y enseñaba hebreo. Se recibió de Licenciado en Letras y en Filosofía en la Universidad de Buenos Aires y más tarde se doctoró en Filosofía en la Universidad Nacional de La Plata. 
Jaime Barylko realizó también estudios de posgrado en Jerusalén, y fue profesor en la Universidad de Belgrano. Durante años se desempeñó como asesor del Consejo Nacional de Investigaciones Científicas y Técnicas (Conicet) y del Ministerio de Educación. Fue decano de Humanidades de la Universidad Maimónides de Buenos Aires, y también director del Consejo Central de Educación Israelita y de la Biblioteca Popular Judía.
Barylko fue un experto en religiones comparadas y entre sus obras se destacan "Filosofía judía", "Introducción al judaísmo", "El significado de la creación" y "La filosofía de Maimónides". Fue además autor de numerosos libros, entre ellos "Cómo ser persona en tiempos de crisis", "Cábala de la luz", "El hombre que está solo y no espera", "Valores y las virtudes", "Sabiduría de bolsillo", "Para quererte mejor" y "En busca de uno mismo", "El miedo a los hijos", "En busca de los valores perdidos", "La filosofía, una invitación a pensar", "Ética para argentinos", "Yo y tú, un mundo", "Cartas a un joven maestro", "La revolución educativa","El arte de vivir", entre otros.
En su libro "Los hijos y la religión" (2000), Barylko propone la incorporación de la enseñanza religiosa como una asignatura del tercer año de la enseñanza secundaria, para enseñar en qué consisten las grandes religiones del mundo y los principios que se pueden tomar de cada una de ellas para aplicarlos en la vida cotidiana. Por esta razón el Arzobispado de Buenos Aires lo premió en septiembre de 2002 con el Premio Educar. 
En "El miedo a los hijos" (1992) Barylko encara el problema de la anomia en la juventud argentina. Tomando la figura del escritor Franz Kafka y la imagen déspota de su padre, el autor rescata que al menos Kafka tenía un padre al quien odiar pero que en algunas ocasiones también solía comportarse como un padre amoroso con su hijo; los niños argentinos de clase media de fines del siglo XX, a quienes Barylko trató, crecían totalmente solos, sin la presencia de los padres que tenían que trabajar todo el día para brindar a sus hijos toda clase de bienes materiales, pero descuidando su rol de padres y educadores. En el mismo libro Barylko expresa:

Un día escribió Kafka una carta al padre, y lo fustigó. 
Después se publicó y aplaudimos fervorosamente. En ese clima nos criamos, en el de los padres culpables y el de los hijos absueltos, a priori... Y es cierto: los padres son culpables. Culpables de hacerse culpables. Culpables del miedo: el miedo de educar, de expresarse libremente por no invadir la intimidad del libre crecimiento del hijo, el miedo de cercenar sus derechos, de influir. Culpables de no ser padres o de serlo únicamente a la defensiva... Nos sentimos liberados de miles de prejuicios, pero por otra parte estamos maniatados por el no-saber-qué-hacer. El miedo paraliza. Y no le hace bien a nadie. Tampoco a los hijos.

En el año 2006 se publica su obra póstuma "Cabalá para todos", partir de una recopilación que emprendió su esposa, Jaia Barylko, un libro que recoge una selección de textos y reflexiones de Jaime Barylko.
Gran parte de la obra de Barylko es considerada dentro del género de autoayuda, lo que para algunos es considerado despectivo. Por el contrario su viuda Jaia afirma:

Si hay libros que al leerlos les hacen bien a otros, bienvenidos sean. Los textos de Jaime son profundos. Él se definía filósofo y tenía la capacidad de hablar de las cosas más difíciles en un lenguaje al alcance de todos.

## Pensamiento
- Ciencia y religión:

Cuando la ciencia se calla, la Biblia comienza a hablar.

- Los argentinos:[3]

Los argentinos no existen. Somos una ficción. Un conglomerado de gentes ligadas por estereotipos y declamaciones, que son la antiética.

- ¿La escuela debe enseñar a pensar?:

Enseñar a pensar es absurdo e imposible, además la escuela no enseña nada: ni contenidos ni a pensar. Hay que tener presente qué es y no es función de la escuela enseñar a pensar. Lo que la escuela puede y tiene que hacer es darle a los niños la máxima cantidad y calidad de experiencias para que todo esto produzca pensamiento, pero cada uno va a pensar a su manera, a su estilo y con su cabeza.